# Coleco Gemini
Coleco Gemini是雅達利2600遊戲機的仿製品，Coleco Industries, Inc.於1883年生產。